# 丹地東部足球會
丹地東部足球會（英語：Dundee East End F.C.）是一個位於蘇格蘭鄧迪的足球會，於1877年創辦，1893年與丹地我們男孩足球會合併組成邓迪足球俱乐部而解散。
球會在1882年首次參加蘇格蘭足總盃，但在第一輪以4-3不敵阿布羅斯出局。